# Weißbauchamazilie
Die Weißbauchamazilie (Elliotomyia chionogaster, Syn.: Amazilia chionogaster) ist eine Vogelart aus der Familie der Kolibris (Trochilidae). Das Verbreitungsgebiet dieser Art umfasst Teile der Länder Peru, Bolivien, Brasilien, Paraguay und Argentinien. Der Bestand wird von der IUCN als „nicht gefährdet“ (least concern) eingeschätzt.

## Merkmale
Die Weißbauchamazilie erreicht eine Körperlänge von etwa 9 bis 12 cm, wobei die Männchen etwa 4,9 bis 6,7 g und die Weibchen 4,5 bis 6 g wiegen. Der gerade, mittellange Schnabel ist am Oberschnabel schwärzlich und am Unterschnabel rötlich mit schwarzer Spitze. Die Oberseite, die Seiten der Brust und die Flanken sind hell brillantgrün. Die Unterseite ist in der Mitte weißlich mit spärlichen goldgrünen Flecken am Kinn und den Kehlseiten. Die Unterschwanzdecken sind weißlich, manchmal an der Basis goldgrün. Die inneren Steuerfedern sind gräulich brillant- bis goldgrün gefärbt. Die weißliche Färbung der äußeren Steuerfedern zieht sich bis zu den Innenfahnen. Die Weibchen sind an Kinn und Kehle hell cremefarben, wobei die Kehle etwas grüner gefleckt ist. Bei Jungvögeln zieht sich die Cremefarbe bis zum Bauch, und die Färbung auf der Unterseite wirkt generell etwas grüner.

## Verhalten und Ernährung
Den Nektar holen Weißbauchamazilien von den Blüten verschiedener Pflanzenfamilien. So gehören Hülsenfrüchtler, Ritterspornbäume, Malvengewächse, Riemenblumengewächse, Trompetenbaumgewächse, Wollbaumgewächse, Passionsblumengewächse und Bananengewächse zu ihren Nahrungsquellen. Zu ihrer Nahrung gehören außerdem kleine Insekten.

## Lautäußerungen
Der Gesang der Nominatform E. c. chionogaster wiederholt sich in kurzen Takten, die sich typischerweise aus drei piepsigen Lauten zusammensetzen. Diese klingen wie tsit-tschu-tschip...tsit-tschu-tschip.... Bei der Unterart E. c. hypoleuca hört sich der Gesang wie ein einzelnes hellklingendes und durchdringendes psik an, dem gelegentlich ein leiseres und schnelleres tsi-tsi-tsi-tsi folgt. Die Rufe enthalten gelegentlich hellklingende siik- sowie eine Reihe abnehmender holpriger Laute.

## Verbreitung und Lebensraum

Verbreitungsgebiet der Weißbauchamazilie

Die Weißbauchamazilie lebt an Waldrändern, in Sekundärvegetation, in baumreichen Schluchten, Gestrüpp, Cerrado, Plantagen und Gärten. Sie bevorzugt relativ trockene, buschige Gebiete mit Kakteengewächsen wie Agaven, sowie Haine mit Erlen und Eukalypten. Meist trifft man sie in submontanen Gebieten, in den feuchten bis zu den oberen tropischen Zonen in Höhenlagen zwischen 400 und 2000 Metern. Selten ist sie auch bis 2800 Meter präsent.

## Fortpflanzung
Die Brutsaison dauert von Januar bis März. Das kelchartige Nest wird aus Pflanzenwolle und Moos gebaut und außen mit Flechten verziert. Es wird in Gestrüpp oder an den unteren Ästen kleinerer Bäume wie z. B. Lithraea ternifolia in 2 bis 5 Metern über dem Boden angelegt. Der Außenradius beträgt 48 bis 50 mm, der Innenradius 30 bis 32 mm und die Tiefe 25 bis 28 mm. Das Gelege besteht aus zwei Eiern. Ein Ei hat eine Größe von 13 mal 8,5 mm. Die Brutzeit variiert zwischen 14 und 15 Tagen, wobei nur das Weibchen brütet. Mit etwa 19 bis 22 Tagen werden die Nestlinge flügge.

## Migration
Die Weißbauchamazilie gilt als Standvogel. Aus Argentinien wurde von einzelnen lokalen Wanderbewegungen berichtet.

## Unterarten
Es sind zwei Unterarten bekannt:
- Elliotomyia chionogaster chionogaster (Tschudi, 1846)[3]  – die Nominatform kommt an den Osthängen der Anden im nördlichen und zentralen Peru vor.
- Elliotomyia chionogaster hypoleuca (Gould, 1846)[4] – diese Unterart ist in den östlichen Anden vom Südosten Perus über Bolivien bis in den Nordwesten Argentiniens verbreitet. Sichtungen gab es möglicherweise in Paraguay und im östlichen Zentralbrasilien. Die Färbung der Unterseite ist deutlich cremefarbener als in der Nominatform. Das Weiß der äußersten Steuerfedern ist nur an der Basishälfte der Innenfahnen vorhanden. Die Weibchen haben einen terminalen weißen Fleck an den äußeren drei Steuerfedern.[1]

Die von Władysław Taczanowski 1874 beschriebene Art Leucippus pallidus wird heute als Synonym zur Nominatform gesehen.

## Etymologie und Forschungsgeschichte
Ursprünglich beschrieb Johann Jakob von Tschudi die Weißbauchamazilie unter dem Namen Trochilus leucogaster. Als er bemerkte, dass der Name bereits für die Hellbauchamazilie (Amazilia leucogaster (Gmelin, JF, 1788)) verwendet wurde, änderte er den Namen in Trochilus chionogaster um. Lange wurde die Art unter der im Jahr 1843 von Lesson eingeführten neuen Gattungsnamen Amazilia eingeordnet. 2017 trennten Frank Garfield Stiles III, James Vanderbeek Remsen, Jr. und der Phylogenetiker Jimmy Adair McGuire die Art von der Gattung Amazilia und stellten sie in die Gattung Elliotia. Sie übersahen dabei, dass der Gattungsname Elliotia bereits 1856 durch Johannes Werner Theodor Nietner für die Käferart Elliotia pallipes (heute Pentagonica pallipes) verwendet wurde und Walter Elliot (1803–1887) gewidmet war. So korrigierten Stiles und Vanderbeek Remsen den Gattungsnamen im Jahr 2019 in Elliotomyia. Amazilia stammt aus einem Roman von Jean-François Marmontel, der in Les Incas, ou La destruction de l'empire du Pérou von einer Inkaheldin namens Amazili berichtet. Elliotomyia ist eine Ehrung an Daniel Giraud Elliot mit dem griechischen Zusatz μυῖα myîa für „Fliege“. Der Artname ist ein Wortgebilde aus dem griechischen λευκος leukos für „weiß“ und γαστήρ, γαστρός gastḗr, gastrós für „Bauch“. Hypoleuca setzt sich aus den griechischen Wörtern ὑπό hypó für „unterhalb“ und λευκός leukós für „weiß“ zusammen.